# Queijada (dulce)
Las queijadas son un tipo de dulce producido en la ciudad de Sintra, en Portugal. Es un pequeño dulce que se prepara usando queso o requeijão, huevos, leche y azúcar.
El dulce también es producido en Lisboa, Madeira, Oeiras y Montemor-o-Velho.

## Historia
Las primeras queijadas que se comenzaron a producir en Sintra datan de los siglos XIII o XIV, aunque la fábrica más antigua de la localidad es del siglo XVIII, cuando se abrió una pastelería para abastecer a los reyes del país luso, que solían hospedarse en la localidad portuguesa.
Con el paso del tiempo se convirtieron en el dulce típico de la ciudad de Sintra, siendo una atracción gastronómica para los turistas que visitan Sintra y Lisboa.